# Motins na Costa do Marfim em 2008
Motins na Costa do Marfim em 2008 referem-se a incidentes graves de distúrbios das Forças Novas, um antigo grupo rebelde na Costa do Marfim, que ocorreram a partir de meados de 2008. Estes incidentes ocorreram no meio de um processo de desarmamento, segundo o qual uma parte dos combatentes das Forças Novas seria integrada no exército, enquanto a maioria deveria trabalhar em projetos. O processo de desarmamento seria seguido por uma eleição presidencial e uma eleição parlamentar.

## Desordem em Bouaké
No final de Maio, com a continuação do processo de desarmamento, 2.568 soldados das Forças Novas tinham sido agrupados em acampamentos. Como parte do processo, planejou-se que cada um dos ex-rebeldes recebesse 90.000 francos CFA por mês durante três meses; o primeiro desses pagamentos mensais ocorreu em maio. O pagamento de junho foi atrasado por uma semana, e em 16 de Junho, soldados furiosos das Forças Novas protestaram em Bouaké, exigindo pagamento, perturbando a cidade e apreendendo veículos. O primeiro-ministro Guillaume Soro, que também lidera as Forças Novas, enviou uma equipe financeira no dia 17 de junho para fazer os pagamentos. Embora os pagamentos tenham começado a ser feitos no início de 18 de junho, outro protesto violento ocorreu no mesmo dia; os soldados das Novas Forças dispararam para o ar, atacaram civis, apreenderam veículos, montaram barricadas e saquearam lojas. Na noite de 18 de junho, Bouaké estava novamente calma, à medida que a segurança aumentava através de patrulhas conjuntas das Forças Novas e das forças de manutenção da paz da ONU.

## Distúrbios em Vavoua e Seguela
Os combatentes das Forças Novas leais a Zacharia Koné, um comandante das Forças Novas que foi demitido do seu comando em Maio de 2008 por indisciplina, alegadamente amotinaram-se em Vavoua e Séguéla  em 28 de Junho. Três civis teriam sido mortos, juntamente com um dos combatentes envolvidos nos distúrbios; outro dos combatentes teria sido ferido. Os distúrbios teriam terminado no mesmo dia; segundo fontes oficiais, os soldados renderam-se com a condição de serem protegidos pelas forças de manutenção da paz francesas.
Os oficiais das Novas Forças divergiram sobre se este tumulto foi causado por um problema com os pagamentos de desarmamento ou se foi resultado da demissão de Koné; os soldados envolvidos disseram que queriam o pagamento do dinheiro do desarmamento, embora a demissão de Koné também parecia ser um fator. Um assessor de Soro, Alain Lobognon, disse em 29 de junho que Soro proibiu o uso da força para lidar com os distúrbios. Lobognon também contestou a caracterização generalizada dos distúrbios como um motim e afirmou que os soldados estavam sob a proteção da ONU e das forças de manutenção da paz francesas. O substituto de Koné como comandante da região de Seguela, Issiaka Ouattara, declarou que estava tentando manter a calma e não estava usando força, em conformidade com as ordens de Soro. No mesmo dia, um dos soldados rebeldes em Vavoua disse à Agence France-Presse que não haviam se rendido em nenhuma das cidades, que a sua força contava com várias centenas de homens e estava no controle de Vavoua, e que mantinham os seus comandantes como reféns.
O porta-voz das Novas Forças, Sidiki Konate, disse que os problemas que causaram os distúrbios seriam resolvidos e que os soldados seriam indultados. Lobognon declarou posteriormente, em 30 de Junho, que o governo não tinha dinheiro suficiente para concluir o desarmamento e a implementação do acordo de paz, queixando-se de que a comunidade internacional não estava a enviar ajuda. Segundo Lobognon, “o processo de paz está em perigo porque o primeiro-ministro não tem meios para implementar as suas políticas”, e descreveu a situação como uma “crise”.
Cerca de 300 pessoas em Seguela protestaram no dia 2 de julho, apelando à resolução da situação e ao desarmamento rápido dos amotinados. O Chefe do Estado-Maior das Forças Novas, General Soumaila Bakayoko, reuniu-se com os combatentes inquietos, que somavam cerca de 320, num acampamento perto de Seguela, no final do dia 2 de julho. Embora um porta-voz dos soldados reconhecesse a autoridade de Soro e Bakayoko, alguns deles exigiam que Koné fosse reintegrado no seu comando, expressando insatisfação com o seu substituto, Issiaka Ouattara. Como resultado, Bakayoko abandonou a reunião.

## Protesto de Bouaké de agosto
Cerca de 300 membros das Forças Novas, solicitando o pagamento de cinco milhões de francos CFA cada, bloquearam as entradas de Bouaké em agosto de 2008. Após dois dias, o comandante de zona das Forças Novas, Chérif Ousmane, iniciou as conversações com eles em 22 de agosto.

## Ataque de novembro em Seguela
Um acampamento das Forças Novas em Seguela foi atacado em 24 de novembro de 2008; os agressores teriam libertado prisioneiros e tentado apoderar-se de armas e munições. De acordo com as Forças Novas, oito dos agressores foram mortos, juntamente com um dos seus próprios homens.

## Nota
- Este artigo foi inicialmente traduzido, total ou parcialmente, do artigo da Wikipédia em inglês cujo título é «2008 Ivorian New Forces unrest».